# 庫尤魚屬
庫尤魚屬是生存於白堊紀阿爾布期的一種乞丐魚科魚類，這種魚的體型大，單是頭骨就超過 40 公分，推測全長至少有 2 至 3 公尺。
庫尤魚的屬名來自於澳洲的伊蘭達利語（是澳洲東北一種已消亡的原住民語言），意思是「魚」。早期這種語言盛行於澳洲昆士蘭中部的休恩登一帶，而庫尤魚也發現於離休恩登不遠的弗林德斯河流域附近。